# Chiesa di San Nicola a Capo di Bove

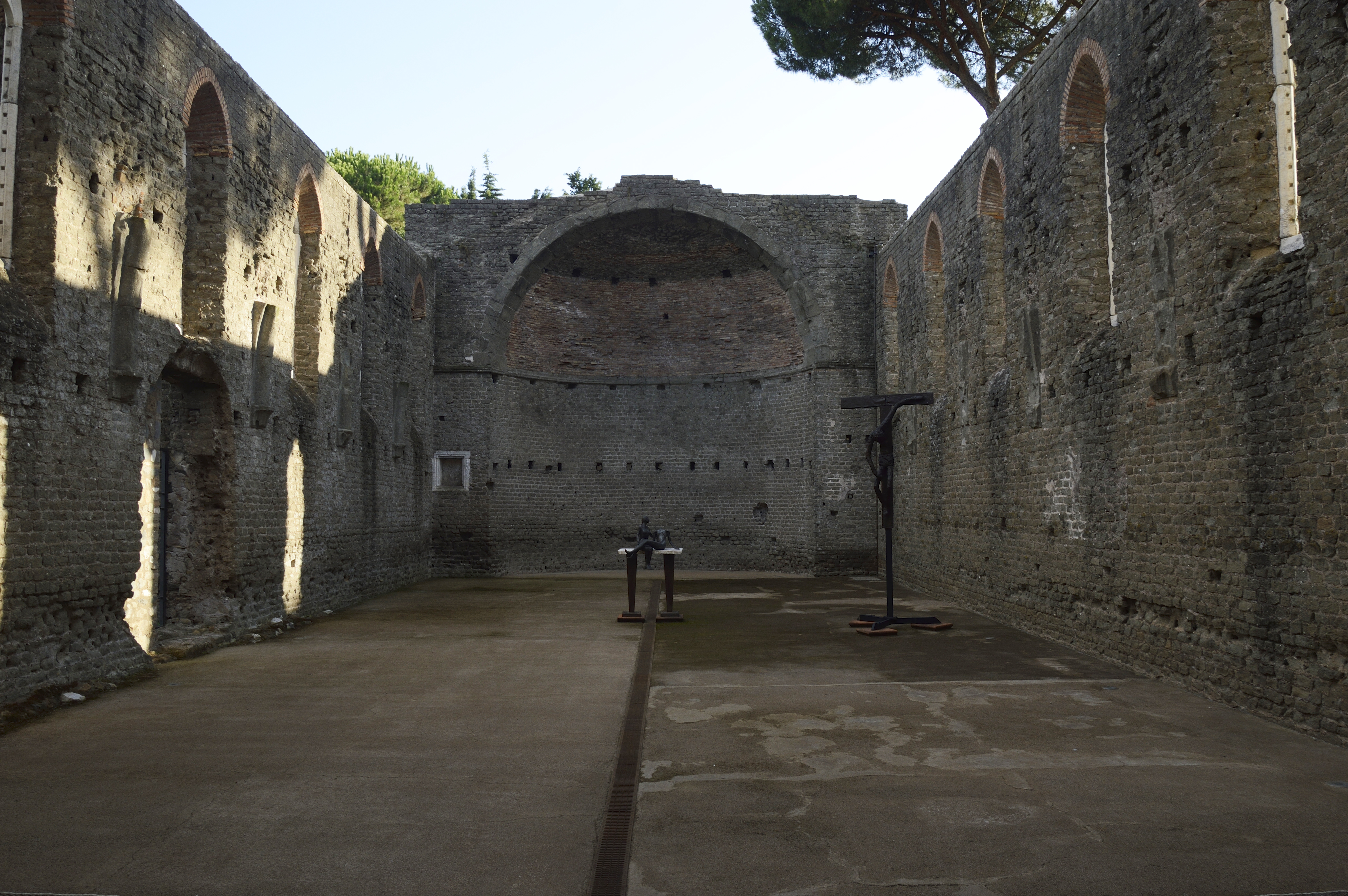
L'interno

La chiesa di San Nicola a Capo di Bove è una chiesa sconsacrata di Roma, nel quartiere Ardeatino, sulla via Appia antica, di fronte al mausoleo di Cecilia Metella. Di essa oggi restano dei ruderi, ossia la struttura esterna con l'abside, ma senza la copertura.

## Storia e descrizione
Nel 1299 il mausoleo di Cecilia Metella fu dato da Bonifacio VIII alla famiglia dei Caetani, che vi fece costruire il castello circondato da mura e torri merlate, i cui resti sono ancora visibili addossati al mausoleo. Sul lato opposto della via Appia vi sono i resti di un'antica chiesa di architettura ogivale, spoglia però del tutto dei suoi ornamenti e priva di tetto. Il nome a capo di bove sembra derivare dal nome con cui nel medioevo venivano chiamati i fregi a forma di testa di bue che ornavano parte del mausoleo. In base alle testimonianze di Tommaso da Celano la chiesa fu costruita, all'interno del cortile del castello dei Caetani, all'inizio del XIV secolo, dall'architetto napoletano Masuccio II, già al servizio degli angioini. L'Armellini riporta la seguente nota, tratta dagli Archivi vaticani, relativi alla costruzione della chiesa: Franciscus card. S. Mariae in Cosmedin in loco qui dicitur Caput Bovis construxit castrum cum ecclesia in honorem b. Nicolai in dioecesi Albanensi cui Bonifacius VIII concessit iura parochialia et patronatum sibi et suis successoribus.
La chiesa è importante perché si tratta di uno dei rari esempi di gotico sacro in Roma. La struttura si presenta ad un'unica aula rettangolare, con una facciata liscia e senza decorazioni, sormontata, sul lato sinistro, da un campanile a vela. I fianchi della chiesa sono scanditi da finestre monofore archiacute. L'interno si presenta completamente spoglio, con un'abside sporgente e, come detto, senza copertura.